# Противоопухолевые антибиотики
Противоопухолевые антибиотики — фармакологическая группа, объединяющая противоопухолевые препараты-антибиотики с противоопухолевым действием. АТХ группа — L01D
В настоящее время из противоопухолевых антибиотиков наибольшее практическое применение имеют антрациклины (антрахиноновые соединения), блеомицин, относящийся к флеомицинам, дактиномицин, являющийся актиномицином, и митомицин — своеобразный антибиотик с алкилирующим механизмом действия.

## История
Первый противоопухолевый антибиотик — дактиномицин — был получен в 1963 году. В последующем скрининг продуктов жизнедеятельности микробов привел к открытию целого ряда эффективных химиотерапевтических противоопухолевых препаратов, являющихся продуктами разных видов почвенных грибов или их синтетическими производными.